# Pitris lunares
Pitris lunares, segundo a Teosofia, foram os progenitores da raça humana. Por isto, são também chamados de "Pais". Os Pitris lunares provêm da cadeia da Lua (veja cadeia planetária), enquanto os solares são os Dhyan-Chohans que possuem todos os fogos espirituais-intelectuais. Os Pitris lunares são os construtores dos princípios inferiores do Homem, enquanto os Dhyan-Chohans são os responsáveis por fornecer ao Homem a Mônada, a Essência divina.